# CLYFER
La Cooperativa de Luz y Fuerza Eléctrica de Rojas Limitada provee el servicio de suministro de energía eléctrica a todo el partido de Rojas. Además, brinda servicio de agua potable (solo en Rafael Obligado), servicios sociales, Internet, telefonía, CATV,  obras públicas y civiles, entre otros. 

## Reseña histórica
La CLYFER fue fundada el 10 de junio de 1934 por un grupo de entusiastas vecinos, mayoritariamente profesionales y comerciantes, como consecuencia del abusivo precio de un servicio eléctrico deficiente, prestado por la empresa Bertuletti Cia.
Innumerables trabas políticas se opusieron a su funcionamiento durante casi una década. Esto motivó una larga lucha popular con grandes movilizaciones y marchas que tuvieron repercusiones a nivel nacional. Finalmente, la CLYFER pudo comenzar a brindar el servicio en 1941.

## Primer consejo de administración
- Presidente: Dr. Juan Vermal
- Vicepresidente: Sr. Juan Cabodi
- Secretario: Sr. Luis Bussalleu
- Tesorero: Sr. Cornelio Gear
- Prosecretario: Sr. Pelayo M. Labrada
- Protesorero: Sr. Domingo La Rio
- Vocal: Sr. Victorino R. Martínez
- Vocal: Dr. Maximiliano Puerta
- Vocal: Sr. Sabino Díaz
- Vocal: Sr. Mauricio Boggia
- Vocal: Sr. Julián Mignone